# Esslingen (Szwajcaria)
Esslingen – miasto w północnej Szwajcarii, w niemieckojęzycznej części kraju, w kantonie Zurych. W miejscowości kursuje kolejka wąskotorowa.